# Fortalesa d'Avranlo
La fortalesa d'Avranlo (en georgià: ავრანლოს ციხე) és una estructura megalítica al municipi de Tsalka, a la regió de Kvemo Kartli, del sud de Geòrgia. Fortificació ciclòpia construïda amb tècnica d'obra seca, es troba a 0,5 km al nord-oest del poble del mateix nom, a la riba esquerra del riu Ktsia, a 1.640 m sobre el nivell de la mar. Data de l'últim quart del primer mil·lenni aC.
La fortalesa va ser inscrita en la llista dels Monuments Culturals destacats de Geòrgia el 2007.

## Descripció
Avranlo és un complex megalític organitzat en tres nivells de terrasses amb vistes al congost del riu. El nivell més baix, a la base de la muntanya, consisteix en una paret semicircular d'aproximadament 80 metres de longitud, que en alguns llocs té una alçada de 3 metres. N'hi ha una única porta, de 1,9 m d'alçada i 1,75 m d'amplada, que està coberta amb un monòlit de 2,2 m de llarg i 1,8 m d'amplada. Hi ha grans pedres escampades per tot arreu. Entre aquesta muralla i la muntanya hi ha una petita església cristiana medieval i diverses coves properes, conegudes col·lectivament com el monestir d'Abibos.
El segon i tercer nivell són autèntiques estructures «ciclòpies», caracteritzades per grans roques, maçoneria de pedra seca i una manera inusual de disposició. El tercer nivell, el més alt, corona el suport. Té planta rectangular, 25 m de longitud i 18 m d'amplada. Els murs tenen una grossor de 3-4 m. L'estructura està molt danyada i moltes parts d'ella han estat destruïdes. Les excavacions arqueològiques als camps adjacents, al nord de la fortalesa megalítica, van tenir lloc, el 2006, en un assentament de tipus cultural Kura-Araxes i en una necròpoli que data del segle XII-XI aC.